# Coconut Juice
"Coconut Juice" foi o primeiro single do rapper estadunidense Tyga, incluído no álbum debut No Introduction. Uma versão remixada oficial foi feita depois com Lil' Wayne e Rich Boy. Lil Wayne e Pete Wentz chegam a participar de alguns ajustes no videoclipe do single.

## Formação
Canção interpretada por Tyga com Travis McCoy do Gym Class Heroes. Canção produzida por S*A*M e Sluggo.

## Desempenho nas paradas de sucesso
| Parada (2008)     | Posição |
| ----------------- | ------- |
| Billboard Hot 100 | 94°     |
| Billboard Pop 100 | 64°     |